# Marksußra
 Marksußra  ist ein Ortsteil der Stadt Ebeleben in Thüringen.

## Lage
Der Ortsteil Marksußra befindet sich nordöstlich der Kernstadt Ebeleben auf dem orographisch linken Ufer der Helbe im westlichen Teil des Landkreises, etwa 13 Kilometer (Luftlinie) südwestlich der Kreisstadt Sondershausen.
Die historische Ortslage liegt eingeschlossen von Industriebauten, Lagerhallen und Gleisanlagen. Nördlich der Ortslage befindet sich die Thomas-Müntzer-Siedlung als Neubaugebiet.

## Geschichte
Zu Beginn des 9. Jahrhunderts wird Sußra in einem Verzeichnis der von Erzbischof Lullus († 786) von Mainz für das Kloster Hersfeld von Freien verliehenen Gütern erstmals urkundlich als Suzare erwähnt. Die Ansiedlung Marksußra wird 1262 erstmals urkundlich bei Dobenecker, III 3036 erwähnt.
Das 1285 in Marksußra gegründete Zisterzienser-Nonnenkloster wurde 1525 im Bauernkrieg schwer beschädigt und 1551 aufgegeben. Das später als Domäne bezeichnete Klostergut diente der Finanzierung und Unterhaltung der Ebeleber Stiftsschule. Bis 1918 gehörte der Ort im Amt Ebeleben zur Unterherrschaft des Fürstentums Schwarzburg-Sondershausen.